# غاز ليبيا

## احتياطيات الغاز الطبيعي في ليبيا
تمتلك ليبيا 53 تريليون قدم مكعب (Tcf) من احتياطيات الغاز المؤكدة اعتبارًا بحسب تقديرات عام 2017 ، وتحتل المرتبة 21 في العالم من حيث احتياطيات الغاز وتمثل احتياطياتها حوالي 1 ٪ من إجمالي احتياطيات الغاز الطبيعي في العالم البالغة 6923 تريليون قدم مكعب.

## استهلاك الغاز السنوي في البلاد
ليبيا لديها احتياطيات مؤكدة تعادل 338.2 ضعف استهلاكها السنوي. وهذا يعني تقديريا أن لديها احتياطيات من الغاز تكفي احتياجات البلاد لحوالي 338 عامًا بحسب تقديرات الغاز المتبقي وذلك بحساب مستويات الاستهلاك الحالية باستثناء الاحتياطيات غير المثبتة).

## إنتاج الغاز في ليبيا
تنتج ليبيا 591،526.25 مليون قدم مكعب (MMcf) من الغاز الطبيعي سنويًا (بحسب تقديرات عام 2015) وتحتل المرتبة 40 في العالم من حيث الإنتاج.

## صادرات الغاز
تصدر ليبيا 42٪ من إنتاجها من الغاز الطبيعي (251،090 مليون قدم مكعب بحسب تقديرات عام 2015).

## المؤسسة الوطنية للنفط في ليبيا
تعتبر المؤسسة الوطنية للنفط أكبر شركة نفط في ليبيا والمسؤول عن عقود الاكتشاف والتصدير الخاصة بالنفط والغاز في البلاد
وتقوم المؤسسة الوطنية للنفط بعمليات الاستكشاف والإنتاج عن طريق الشركات المملوكة لها أو بالاشتراك مع شركات أخرى عن طريق المقاولة أو من خلال عقود استثمار الثروة النفطية ، إلى جانب عمليات تسويق النفط والغاز داخل وخارج ليبيا .
وتمتلك المؤسسة الوطنية للنفط بالكامل شركات تقوم بالاستكشاف والتطوير والإنتاج للنفط والغاز ، إضافة إلى شركات التسويق الداخلي والخارجي ، كما ترتبط بعقود مشاركة مع شركات عالمية مختصة في تلك المجالات ، وقد تطورت تلك العقود إلى أن وصلت إلى اتفاقيات استكشاف وانتاج وفق التطور العالمي لصناعة النفط والغاز.
كما تمتلك المؤسسة الوطنية للنفط مجموعة من الشركات لتكرير وتصنيع النفط والغاز الطبيعي التي تدير عدة مصاف أهمها مصفاة رأس لأنوف ومصفاة الزاوية، ومجموعة من المصانع التي تنتج الأمونيا واليوريا والميثانول بمجمع البريقة البتروكيماوي الذي يشمل أيضا مصنعا لتسييل الغاز الطبيعي ، بالإضافة إلى مصنع الإيثيلين ومصنع البولي إيثيلين مرتفع ومنخفض الكثافة بمجمع رأس لانوف
كما تمتلك المؤسسة الوطنية للنفط شركات للخدمات تقوم بحفر وصيانة آبار النفط وتوفير المواد والأدوات المستخدمة في عمليات الحفر ، ومد وتركيب وصيانة شبكات أنابيب النفط والغاز ، وإنشاء وصيانة خزانات النفط والغاز وإجراء الدراسات الفنية والاقتصادية الخاصة بها ، وتزويد القطاع بخدمات التموين والإعاشة وخدمات الإقامة وتوفير خدمات المشتريات للمواد والمعدات والتدريب.